# Johann Roggemann
Johann (Jan) Roggemann (* 5. Oktober 1900 in Helle-Altenkirchen; † 15. Juli 1981 in Bad Zwischenahn) war ein deutscher Politiker und NSDAP-Funktionär.
Roggemann war von Beruf Arbeiter. Bereits zum 1. Dezember 1929 war er der NSDAP (Mitgliedsnummer 176.308) beigetreten und von 1932 bis 1934 Kreisleiter der Partei im Ammerland. Von 1932 bis 1933 gehörte er dem Oldenburgischen Landtag an und war von 1934 bis 1937 Bürgermeister von Bad Zwischenahn. Im Mai 1933 wurde er kommissarisches Mitglied des Amtsvorstandes Ammerland und am 20. Juni 1935 Kreisamtsleiter für Kommunalpolitik. Dieses Amt hatte er bis 19. Juni 1937 inne.
Am 1. Januar 1933 wurde er Obertruppführer des NSKK. Von 1938 bis Kriegsende war er Kreiswalter der NSV.